# 윌리엄 히키
윌리엄 히키(William Hickey, 1927년 9월 19일 ~ 1997년 6월 29일)는 미국의 연극 배우, 영화배우, 텔레비전 배우, 성우이다.
브루클린에서 태어났으며 뉴욕에서 사망하였다. 사인은 폐기종이다.

## 영화
- 마우스 헌트 (1997년)
- 로미오 그리고 줄리엣 (1996년)
- 매드닝 (1995년)
- 쫄병 길들이기 (1995년)
- 뉴욕 보이즈 (1995년)
- 파리가 당신을 부를 때 (1995년)
- 팀 버튼의 크리스마스 악몽 (1993년) - 닥터 핑켈스타인 목소리 역
- 룬스톤 (1991년)
- 공포의 3일밤 (1990년)
- 나의 푸른 하늘 (1990년)
- 몹 보스 (1990년)
- 조종자 (1989년)
- 크리스마스 대소동 (1989년)
- 핑크 캐딜락 (1989년)
- 사랑의 파도 (1989년) - 프랭크 켈러 시니어 역
- 아버지와 아들 (1988년)
- 호보의 크리스마스 (1987년)
- 타이티의 열정 (1986년)
- 크레이지 걸 (1986년)
- 장미의 이름 (1986년)
- 유리벽 (1985년)
- 프리찌스 오너 (1985년)
- 어 스트레인저 이즈 왓칭 (1982년)
- 와이즈 블러드 (1979년)
- 믹키 앤 닉키 (1976년)
- 작은 거인 (1970년)
- 원 라이프 투 리브 (1968년)
- 프로듀서 (1968년)
- 보스톤 교살자 (1968년)
- 최후의 총잡이 (1964년)
- 올리버 트위스트 (1959년)
- 빗물 가득 (1957년)
- 스튜디오 원 (1948년)
- 날개 (1927년)